# Kometen kommer (film)
Mumintrollet och hans vänner - kometen kommer (japanska: ムーミン谷の彗星 Hepburn: Mūmindani no Suisei?) är en japansk animerad film från 1992. Filmen regisserades av Hiroshi Saitō och är baserad på boken Kometen kommer av Tove Jansson. Den hade premiär i Japan den 8 augusti 1992.
Den var den allra första långfilmen om Mumintrollen. Filmproduktionens medverkande är nästan alla desamma som i TV-serien. I jämförelse med TV-serien blev dock inte filmen lika uppmärksammad och översättningar har endast gjorts till ett begränsat antal språk. Allra populärast blev filmen i Japan.[källa behövs]

## Handling
Mumintrollets födelsedag närmar sig och samtidigt håller ovanliga saker på att hända i Mumindalen. Filosofen Bisamråttan anar en stor katastrof. Mumintrollet och hans vänner vill veta om risken är verklig. På vägen träffar Mumin, Lilla My och Sniff Snusmumriken, Snorkfröken och hennes bror Snorken. Äventyret för dem till ett observatorium där de får se kometen komma allt närmare.
Snusmumriken vet att alla de ovanliga sakerna händer därför att kometen närmar sig Mumindalen. Ingen vet vad man skall göra. Mumintrollet och hans vänner vill fara hem så snabbt som möjligt.

## Medverkande
- Sixten Lundberg – Mumintrollet
- Johan Simberg – Muminpappan
- Margit Lindeman – Muminmamman
- Lilli Sukula-Lindblom – Lilla My
- Michel Budsko – Snusmumriken
- Riko Eklundh – Sniff
- Dick Idman – Snorken, Bisamråttan och cyklist
- Ragni Grönblom – Snorkfröken
- Peik Stenberg – Hemulen och astronom
- Sam Huber – polismästaren och astronom
- Cris af Enehielm – Filifjonkan
- Översättning och bearbetning – Siv Almark
- Regi – Bo Maltzeff[11]

## Utgivning
Filmen gavs ut på VHS av Sandrew Film AB och på DVD i Finland den 24 september 2004 av Finnkino, då även med den svenskspråkiga dubbningen som alternativ.